# Taybeh Brewing Company
 (mai 2021).
Si vous disposez d'ouvrages ou d'articles de référence ou si vous connaissez des sites web de qualité traitant du thème abordé ici, merci de compléter l'article en donnant les références utiles à sa vérifiabilité et en les liant à la section « Notes et références ».
La Taybeh Brewing Company (Entreprise brassicole de Taybeh) est une brasserie fondée en 1994 dans la ville de Taybeh, en Palestine (Cisjordanie), à environ 35 kilomètres de Jérusalem.

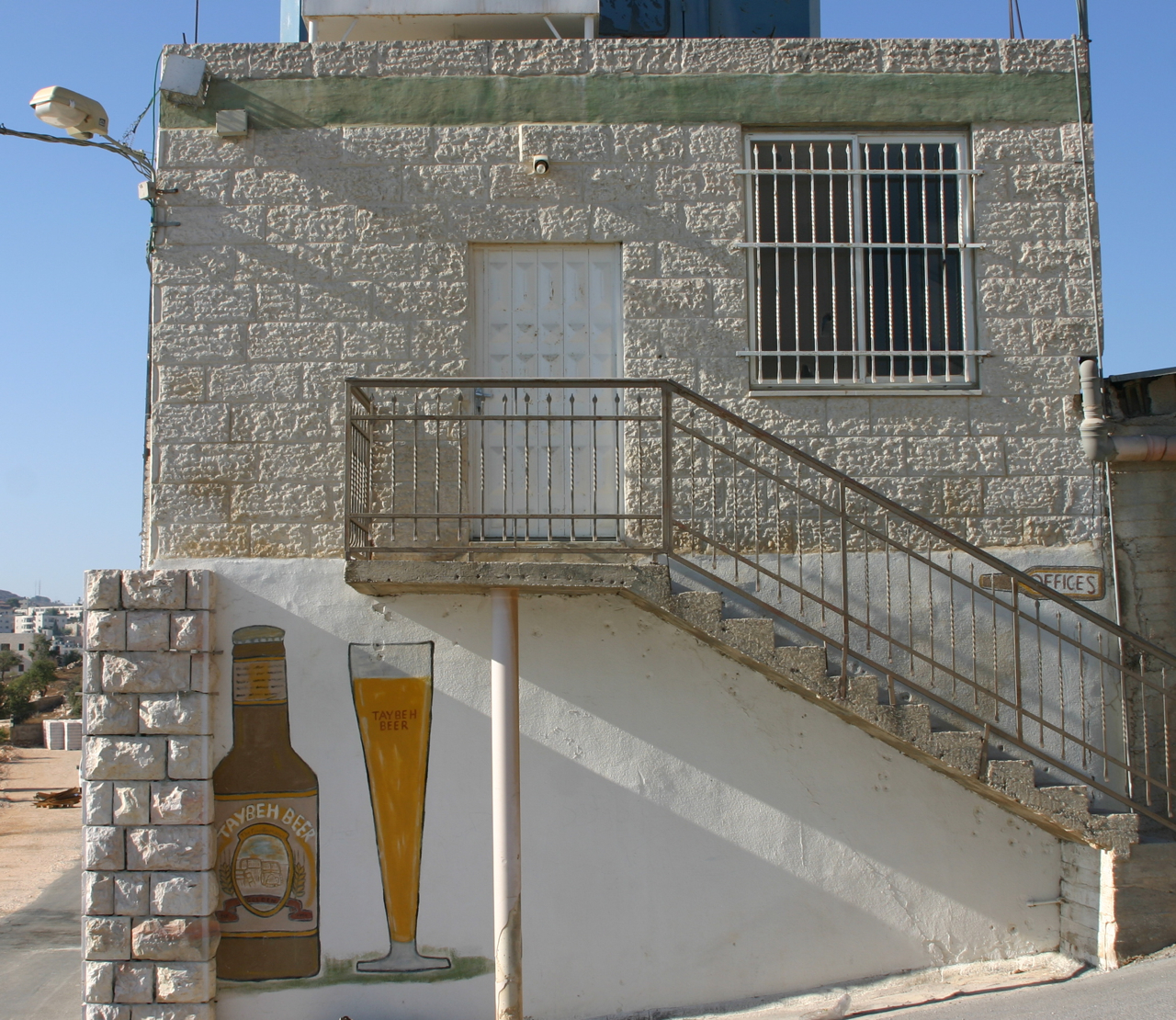
Affiche pour la bière Taybeh beer.

## Histoire
La brasserie a été fondée en 1994 par la famille Khoury, originaire de Taybeh. L'investissement initial se monte à 1,2 million de dollars, investis par la famille car les banques se refusaient à consentir un prêt. Elle a beaucoup souffert pendant la seconde intifada (2000 à 2005), les articles de commerces palestiniens devant nécessairement passer par Israël pour l'exportation.
La bière Taybeh beer vendue en Europe est brassée et mise en bouteille en Belgique, sous une licence allemande (ce qui signifie qu'elle respecte le décret sur la pureté de la bière, le Reinheitsgebot).

## Bières

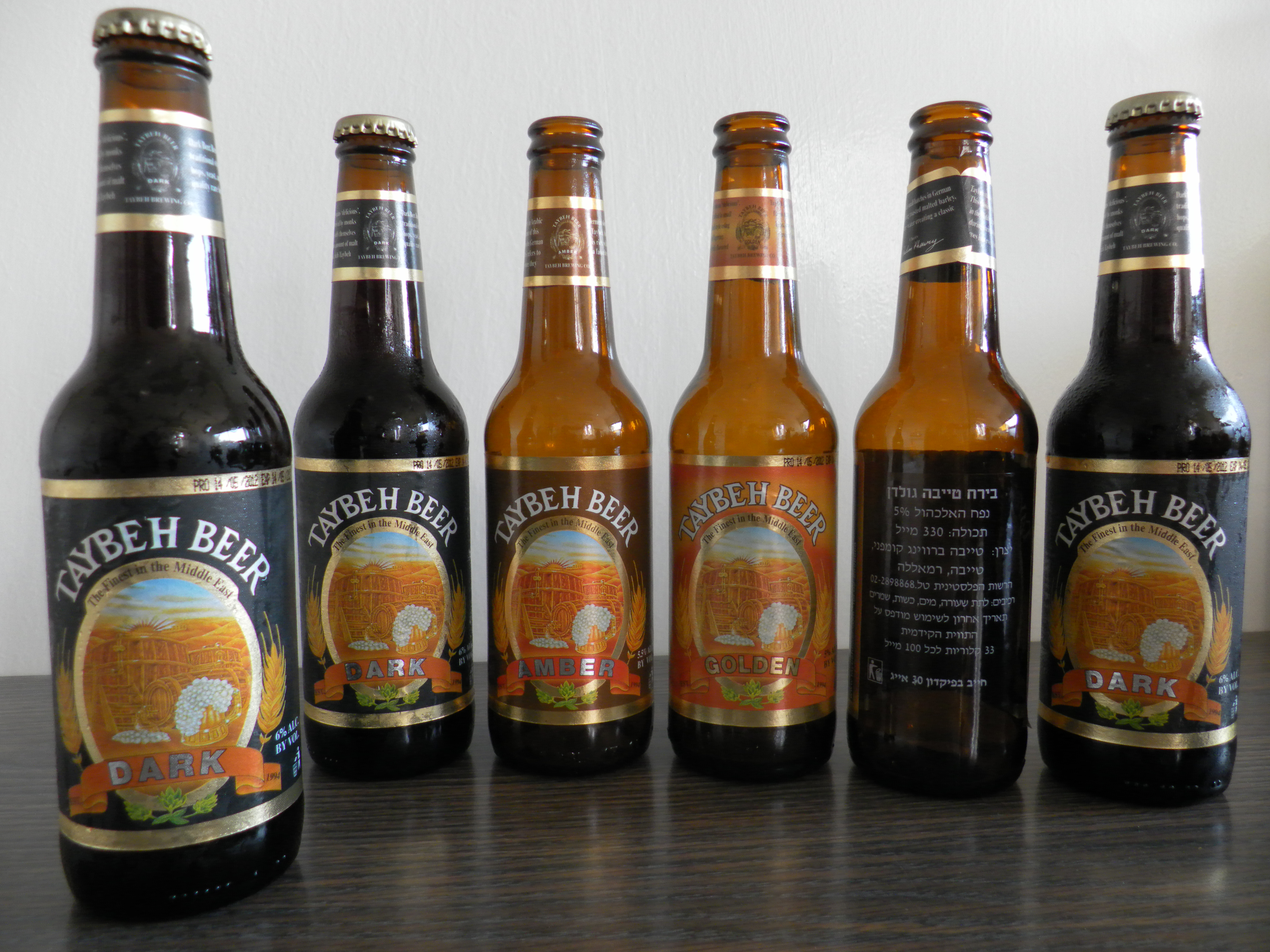
Quelques bières

La brasserie produit actuellement cinq type de bières : 
- Golden (il s'agit de la première bière produite, la "Taybeh Golden Beer")
- Light (depuis 2000)
- Ambrée
- Brune (depuis 2000)
- ainsi qu'une bière sans alcool, principalement destinée au marché local, palestinien et musulman.